# 키 로

키 로

키 로(그리스어: ΧΡ)는 그리스도를 뜻하는 모노그램인 크리스토그램 가운데 하나이다. 그리스도(그리스어: ΧΡΙΣΤΟΣ 크리스토스[*])의 처음 두 문자인 Χ(키/카이)와 Ρ(로)를 합쳐 만들었다. 십자가와 함께 대표적인 기독교의 상징이다.
키 로는 기원전 246년부터 기원전 222년까지 살았던 프톨레마이오스 3세가 동전을 발행할 때도 쓰였는데, 이 때는 그리스도와는 관계없이 좋다(그리스어: ΧΡΕΣΤΟΝ 크레스톤[*])는 의미였다.
로마 제국 시기 북아프리카에 살았던 역사가 루키우스 카이킬리우스 피르미아누스 락탄티우스는 콘스탄티누스 1세가 밀비우스 다리 전투 전날 꾼 꿈의 지시대로 병사의 방패에 키 로를 그린 후 전투에 승리하여 크리스트교를 믿게 되었다고 기록하였다. 하지만 이 전투가 있은 지 3년 뒤에 세운 콘스탄티누스 개선문에는 이 문양이 새겨져 있지 않다. 대신 ‘영혼의 위대함과 신의 영감으로(INSTINCTU DIVINITATIS MENTIS MAGNITUDINE)’ 나라를 구했다고 적혀 있는데, 당시 동전에는 태양의 신이 새겨져 있었다. 콘스탄티누스는 그 이후에 그리스도교를 공인하고 장려했음에도 로마 다신교의 수장(Pontifex Maximus)이라는 자리를 고수하고 있었는데, 많은 사람들이 이를 콘스탄티누스가 그리스도교를 믿었던 것이 아니라 정략적으로 그리스도교를 이용했기 때문이라고 받아들인다.
중세 유럽에서는 이 기호가 잘 쓰이지 않다가 르네상스 때 다시 쓰이기 시작했으며, 오늘날 기독교에서도 라바룸이 그리스도의 이름을 나타내고 있기 때문에 이를 사용한다. 한편 개신교 중 일부에서는 이 상징이 다신교에서 비롯되었고, 태양신을 상징했던 것으로 여기고 이 문양을 거부한다.
☧ 문자는 십진번호로 9767(&#9767;),  십륙진번호로 (\u)2627이며 유니코드로는 U+2627(☧)에 해당된다.

## 같이 보기
- IHS - '예수'를 의미하는 모노그램
- 라바룸 - 키 로 문양을 넣은 벡실룸